# Araneus granti
Araneus granti este o specie de păianjeni din genul Araneus, familia Araneidae, descrisă de Hogg, 1914. Conform Catalogue of Life specia Araneus granti nu are subspecii cunoscute.